# Котты
Котты (самоназвание коту, мн.ч. котюан, русские названия канские татары, котовы, котова, котовцы, костяцкое племя) — кочевой енисейский народ, проживавший в XVIII веке на территории Южной Сибири по рекам Кан и Бирюса (территория юго-восточной части Красноярского края и западной части Иркутской области, в частности, Тайшетский и часть Нижнеудинского района, где часто встречаются топонимы, оканчивающиеся на -шет, -чет, что переводится как речка, ручей или на -ул, что означает вода).

## Язык
Котты разговаривали на коттском языке, входившем в енисейскую языковую семью.

## История
До первых контактов с русскими в начале XVII века котты проживали в бассейне Кана, Бирюсы и в верховье Абакана, Мрассу и Кондомы. Предполагается, что последний район является исконно коттским. Раньше котты были расселены от бассейна Уды и Чуны на востоке до бассейна Томи на западе. Но ко второй половине XIX века котты растворились в иноязычной среде (южносамодийской, тюркской, бурятской и русской).
В первой половине XVII века положение коттов было трагическим вследствие их многоданничества: они были данниками русского царя, а также тубинских и киргизских князей, которые собирали дань не только для себя, но и для Алтын-хана, а также для джунгарских ханов. В виде дани у коттов забиралось все: ценные меха, орудия труда и прочее.
В середине XVII века (по данным Б.О. Долгих) было около 860 коттов (по другим данным — около тысячи). Котты были практически полностью ассимилированы русскими (частично также бурятами), и ко времени путешествий М.А. Кастрена по Сибири в середине XIX века насчитывалось не более 5 человек из 76, которые ещё владели коттским языком. Эти 76 человек решили основать небольшое село, Агульский улус на берегу Агула с целью сохранения своей народности, поскольку аборигены Сибири должны были платить царским властям меньше дани, чем русское население Сибири.
В июне 1963 года в район села Абалаково была направлена экспедиция под руководством лингвиста Александра Матвеева. Основной целью экспедиции был поиск в местной топонимике следов самодийского народа камасинцев и проверка факта исчезновения камасинского языка. Однако также экспедиция планировала исследовать топонимические следы коттов в районе села Агул. Но местные жители уже ничего не помнили о коттах, а субстратная коттская топонимика оказалась весьма скудной.

## Быт
У коттов было развито кузнечное ремесло: они выплавляли железо и славились своими железными орудиями. Как и другие енисейские народности, котты были собирателями, охотниками и рыболовами. Однако в их хозяйстве присутствовало скотоводство и коневодство.